# Hymenostyliella calcarea
Hymenostyliella calcarea là một loài Rêu trong họ Pottiaceae. Loài này được (Dixon) Z. Iwats. mô tả khoa học đầu tiên năm 1976.